# いわき市民コミュニティ放送
株式会社いわき市民コミュニティ放送（いわきしみんコミュニティほうそう）は、福島県いわき市、双葉郡楢葉町、富岡町、広野町の各一部地域を放送区域として超短波放送（FM放送）を営む特定地上基幹放送事業者である。SEA WAVE FMいわきの愛称でコミュニティ放送を行っている（SEA WAVEの部分を省きFMいわきと呼称する場合もある）。

## 概要
1996年（平成8年）開局。いわき市と関係団体、民間企業の出資により設立された第三セクターである。
送信所
| 送信所                                                       | 局名     | 空中線電力 | 設置場所                       |
| ------------------------------------------------------------ | -------- | ---------- | ------------------------------ |
| 親局                                                         | 湯ノ岳   | 20W        | いわき市常磐藤原町湯の岳       |
| 中継局                                                       | 楢葉町   | 20W        | 双葉郡楢葉町大谷鐘突堂         |
| ギャップフィラー中継局                                       | 久之浜   | 20W        | いわき市久之浜町久之浜字大場   |
| ギャップフィラー中継局                                       | 戸渡     | 20W        | いわき市小川町上小川字中戸渡   |
| ギャップフィラー中継局                                       | 小白井   | 20W        | いわき市川前町小白井字将監小屋 |
| ギャップフィラー中継局                                       | 志田名   | 20W        | いわき市川前町下桶売萩         |
| ギャップフィラー中継局                                       | 川前     | 20W        | いわき市川前町川前字中ノ萱     |
| ギャップフィラー中継局                                       | 三阪     | 20W        | いわき市三和町中三坂字腰巻     |
| ギャップフィラー中継局                                       | 永井     | 20W        | いわき市三和町下永井字大堀     |
| ギャップフィラー中継局                                       | 三和     | 20W        | いわき市三和町中寺字樋ノ口     |
| ギャップフィラー中継局                                       | 入遠野   | 20W        | いわき市遠野町上根本字荒神平   |
| ギャップフィラー中継局                                       | 石住     | 20W        | いわき市田人町石住字貝屋       |
| ギャップフィラー中継局                                       | 貝泊     | 20W        | いわき市田人町貝泊字久子ノ内   |
| ギャップフィラー中継局                                       | 田人     | 20W        | いわき市田人町旅人字下平石     |
| ギャップフィラー中継局                                       | 田人第二 | 20W        | いわき市田人町旅人字和再松木平 |
| - 親局のコールサインは、JOZZ2AE-FM - 周波数は、すべて76.2MHz |          |            |                                |

ギャップフィラー中継局は、受信障害対策中継放送の制度によるもので免許人はいわき市。
- 受信障害対策中継放送は地上波テレビジョン放送を対象に開始されたもので、コミュニティ放送に適用されるのは一関コミュニティFM（FMあすも）と共に初の事例。原子力災害避難住民等交流事業費補助金の利用によるもの[4]である。

楢葉町中継局は、情報通信技術利活用事業費補助金の利用によるものである。
放送エリアのカバー率はカーラジオで聴こえるレベルがいわき市の約90％、楢葉町の99.5％で、エリア内世帯数はいわき市が約12万7千世帯、楢葉町が約2千570世帯。北茨城市の一部地域でも受信できる。
インターネット配信はSimulRadioとListenRadioによる。

## 沿革

### 開局から震災前まで
- 1996年（平成8年）
  - 6月15日 - 放送局（現特定地上基幹放送局）の免許申請が受理された[7]
  - 8月2日 - 株式会社いわき市民コミュニティ放送設立[6]
  - 8月30日 - 放送局の免許取得[8]（放送区域はいわき市内の一部）
  - 9月1日 - 前年に発生した阪神・淡路大震災をきっかけに開局[6][9]
- 2009年（平成21年）10月31日 - SimulRadioによるインターネット配信開始。J-WAVEと一部を除き同一番組を配信

### 震災以降
- 2011年（平成23年）
  - 3月11日 - 東北地方太平洋沖地震発生、番組を変更し24時間体制で震災情報を発信
  - 3月28日 - 臨時災害放送局いわきさいがいエフエム開局、免許人はいわき市、コールサインJOYZ2AA-FM、周波数77.5MHz、空中線電力100W[10]
    - 被災各地では、コミュニティ放送局を増力し臨時災害放送局とする局が多かったが、当局を増力すると同一周波数の水戸コミュニティ放送との混信が懸念されたため、いわき市は唯一、別の周波数で開局した。

  - 5月27日 - いわきさいがいエフエム廃局[11]
  - 12月12日 - 通常放送へ移行（一部時間帯は震災関連番組を実施）
  - 12月31日 - J-WAVEの配信終了
- 2012年（平成24年）1月1日 - MUSIC BIRDの配信開始
  - SimulRadioでもMUSIC BIRDの番組が配信できるようになり、24時間配信となる。
- 2013年（平成25年）
  - 1月29日 - いわき市がギャップフィラー中継局13局の予備免許取得[12]
  - 3月27日 - いわき市がギャップフィラー中継局13局の免許取得[13]
  - 10月28日 - 点検のみ行う登録検査等事業者等として登録[14]
- 2016年（平成28年）
  - 8月10日 - 楢葉町中継局の予備免許取得[15]
  - 10月19日 - 楢葉町中継局の免許取得[16]。楢葉町、富岡町、広野町の各一部が放送区域となる。
- 2021年（令和3年）
  - 10月7日 - MUSIC BIRD経由で「とびベティのヨーソローアタック!」が全国放送開始[17]（2023年9月で終了）
- 2024年（令和6年）
  - 10月11日 - イオンモールいわき小名浜にサテライトスタジオを開設[18]

## スタジオ
本局
いわき市平字大町5-11
サテライトスタジオ
- ら・ら・スタジオ - いわき市小名浜字辰巳町43-1、いわき・ら・ら・ミュウ内2階
- ハピスタ[19] - いわき市小名浜字辰巳町79、イオンモールいわき小名浜内3階

## 役職員
- 鷺弘樹 - 代表取締役（東日本計算センター代表取締役）
- 小野行彦 - 取締役（シオヤ産業代表取締役）
- 岩本裕 - 取締役局長（元NHK解説委員、2024年10月より）

元
- 小松理虔 - 地域活動家、元リサーチャー
- 福嶋あずさ - いわき市議会議員、元DJ

## 番組
自社製作番組のほか、MUSIC BIRDの一部番組を配信する。
生放送ワイド番組
- 輝くいわき Shiny Morning
- FMいわき POWER BOOSTer!
- 今を楽しむプログラム タイムリー Friday Edition!
- FMいわき POWER BOOSTer! Premium
- サタデープラザ～わがまち発信隊～

生放送お楽しみ番組
- 富田望生のすっぺったこっぺった
- とびベティのヨーソローアタック!
  - （毎週火曜夜7:00 - 8:00まで、サテライトスタジオから生放送&同時収録・2021年10月から、2023年9月まで、ミュージュックバード for コミュニティで2日7時間遅れで、一部地域を除き金曜 2:00 - 3:00に全国放送されていた）
- サンシャインスポーツ
- 音楽会の夕べ
- がちラジ！エンタ
- いわき・ら・ら・ミュウ広場

その他の情報番組
- 映画の話をしよう!
  - （毎週金曜夜 18:30 - 19:00に収録放送・2024年10月から、ミュージュックバード for コミュニティで、一部地域を除き土曜 11:40 - 11:55に全国放送されている）
- おはなしのとびら
- いわきライフスタイル
- 高校生による番組 ハイこみゅ
- 市政情報番組 いわきWith
- 共に進もう!中小企業家
- 双葉町情報 FMいわき発

その他のお楽しみ番組
- 村岡産婦人科 Music Selection
- BLUES POWER
- 出雲の「お家どーする?」
- はまスク☆浜通りスクールラジオ
- おっさんずランチ
- ONE DAY TRIP
- きくちあきおの人生 喜怒哀楽
- FMいわき アニオタイム＼(^o^)／
- Toshieのまぁまぁそんな感じで♪
- 音楽の杜
- FMいわき アーカイブセレクション
- 高野文弥のハッチャメッチャラジオ
- サロン・デ・ボザール
- いわ響のクラシックはいかが?
- ラジオのまなざし

他局番組
- サンドウィッチマンのラジオやらせろ!
- スターダスト・レビューの星になるまで
- ジンケトリオ
- 堀江淳のファンインミュージックアワー
- ロッキンスター　～本当に星になったアーティスト達～
- インザウィンドのラジオでさすけね!
- Gospel Radio Station
- ONE DAY TRIP
- BLUES POWER
- 粋成浩児のゴー!ゴー!6575
- 越尾さくらのColorfulDays

## その他
- 「えふえむ旅 〜福島で福が福さがし!〜」 － 制作協力（NHK、2022年6月24日）